# Julien Billaut
Julien Billaut är en fransk kanotist.
Han tog VM-guld i K-1 i slalom 2006 i Prag.